# Daniel Landa
Daniel Landa (ur. 4 listopada 1968 w Pradze) – czeski muzyk, aktor i kierowca rajdowy.
Sprzedał ponad 600 tys. płyt.

## Życiorys
W 1988 ukończył studia w Konserwatorium Praskim na wydziale muzyczno-dramatycznym. Karierę muzyczną rozpoczął w 1987, kiedy to wraz z Davidem Matásekiem założył zespół Orlik kojarzony jednoznacznie z subkulturą skinheadów i czeskim nacjonalizmem ze względu na kontrowersyjne teksty np. „Bila Liga”. Bezkompromisowa wymowa ówczesnej twórczości oraz poruszanie problemów etnicznych (przede wszystkim wypowiedzi skierowane przeciwko mniejszości romskiej w Czechach) są często chętnie przywoływane przez niechętnych Landzie krytyków. Muzyka zespołu utrzymywała się w stylistyce oi i skinrocka z pojawiającymi się czasem elementami folku.
Po rozpadzie zespołu w 1992 rozpoczął karierę solową. Nagrywa muzykę zaliczaną niekiedy do nurtu tożsamościowego, lecz nie ma już koneksji z kontrowersyjnymi grupami, takimi jak np. skinheadzi. Złagodzeniu przekazu towarzyszył szybki rozwój oblicza muzycznego Landy. W repertuarze muzyka pojawiają się ballady, liczne zapożyczenia folkowe, nawiązania do folkloru miejskiego, elementy ciężkiego rocka, a nawet wodewilu. Dużą popularność przyniosło Landzie wykonanie zaangażowanych patriotycznie i społecznie pieśni czeskiego barda, Karela Kryla, które przedstawił w porywającej formie włączając do aranżacji instrumenty rockowe, współpracując z orkiestrą i chórem. Poza działalnością muzyczną wystąpił w kilku czeskich filmach i sztukach teatralnych. Współtworzy musicale i inne projekty artystyczne. 
Kariera Landy bywa czasem porównywana w Polsce z drogą artystyczną Kazika Staszewskiego. Muzycy poznali się podczas koncertu Kultu w warszawskiej Stodole. Landa, zainteresowany piosenkami zespołu Staszewskiego, zaproponował grupie wspólną trasę koncertową po Czechach. Trasa doszła do skutku, aczkolwiek część miłośników twórczości Landy, oczekująca przede wszystkim znanych sobie piosenek, przyjęła Polaków dość chłodno. Muzycy planowali również wspólne koncerty w Polsce, jednak nie doszły one do skutku z uwagi na scenografie wykorzystywane podczas występów Landy oraz niechęć muzyka do koncertowania.

## Życie prywatne
W 1990 poślubił Mirjam Müller, z którą ma trzy córki: Anastázie oraz bliźniaczki, Roxane i Rozálie. 
Interesuje się rajdami samochodowymi, w których sam często bierze udział. W 2003 wraz z Romanem Krestą założył organizację Malina, której celem jest promowanie bezpiecznej jazdy.

## Dyskografia

### Albumy z Orlikiem
- Oi! (Alternatywny tytuł: Miloš Frýba for president!) – 1990
- Demise – 1991

### Projekty z innymi artystami
- Krysař I. – 1996
- Krysař II. – 1996
- Smrtihlav – 1998

### Kariera solowa
- Valčík – 1993
- Chcíply dobrý víly – 1995
- Pozdrav z fronty – 1997
- Konec – 1999
- Best of Landa – 2000
- 9mm argumentů – 2002
- Vltava Tour (live) – 2003
- Best of Landa 2 – 2004
- Neofolk – 2004
- Bouře (live) – 2006
- Tajemství – 2006
- Kvaska – 2007
- Nigredo – 2009
- Platinum Collection - 2010
- Tacho (soundtrack) - 2010
- Československo Tour 2008 - 2011
- Vozová hradba Daniel Landa tour 2011 - 2012
- Daniel Landa: Best of 3 - 2013
- Klíč králů - 2013
- Žito - 2015
- Hoří horizont - 2018

## Filmografia
- Proč? – 1987
- Copak je to za vojáka... – 1987
- Czarny wąwóz (Kainovo znamení) – 1989
- Tichá bolest – 1990
- Tylko o rodzinnych sprawach – 1990
- Czarni baronowie (Černí baroni) – 1992
- Bylo nebylo v jednom království – 1992
- Když vlci pláčou – 1992
- Kvaska – 2007
- Tacho – 2010

## Kontrowersje
W trakcie pandemii COVID-19 piosenkarz publicznie bagatelizował zagrożenia zdrowotne z rozpowszechnianiem się wirusa, występował przeciwko restrykcjom sanitarnym i programowi szczepień. Za pośrednictwem mediów społecznościowych nawoływał swoich zwolenników do przeprowadzania ataków DDoS na strony internetowe regionalnych stacji sanitarno-epidemiologicznych. W listopadzie 2021 roku czeskie Ministerstwo Zdrowia złożyło w związku z tym zawiadomienie do prokuratury o popełnieniu przez artystę przestępstwa sabotażu.